# 欧西涅蒙
欧西涅蒙（法語：Haussignémont，法語發音：[osiɲemɔ̃]）是法国马恩省的一个市镇，位于该省东南部，属于维特里勒弗朗索瓦区。

## 地理
欧西涅蒙（48°43'6"N, 4°44'59"E）面积2.78 平方千米，位于法国大東部大區马恩省，该省份为法国东北部内陆省份，北起阿登省，西北接埃纳省，西南接塞纳-马恩省，南至奥布省，东南接上马恩省，东临默兹省。
与欧西涅蒙接壤的市镇（或旧市镇、城区）包括：布莱姆、栋普勒米、法夫雷斯、埃尔斯勒于捷、斯克吕、蒂耶布勒蒙-法雷蒙。

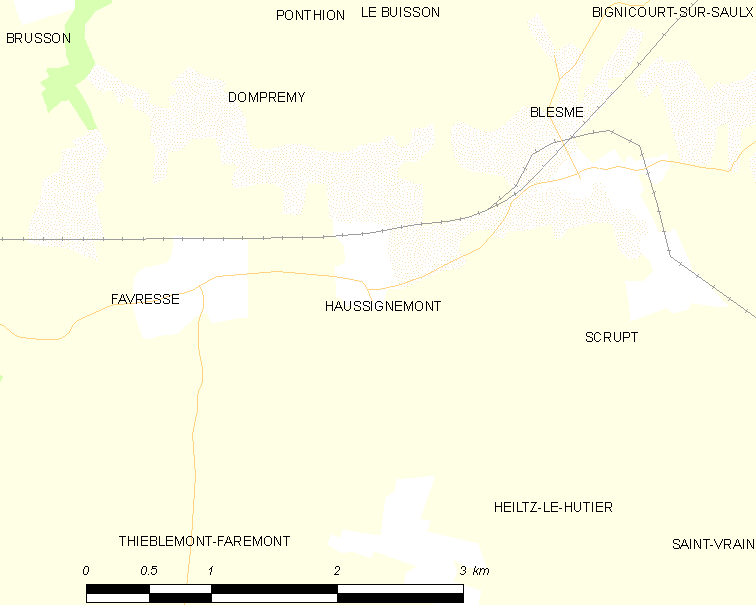
欧西涅蒙的OSM定位图

欧西涅蒙的时区为UTC+01:00、UTC+02:00（夏令时）。

## 行政
欧西涅蒙的邮政编码为51300，INSEE市镇编码为51284。

## 政治
欧西涅蒙所属的省级选区为塞迈兹莱班县。

## 人口

1962-2008年间欧西涅蒙人口变化图示

欧西涅蒙于2022年1月1日时的人口数量为311人。